# 维克托·卢策

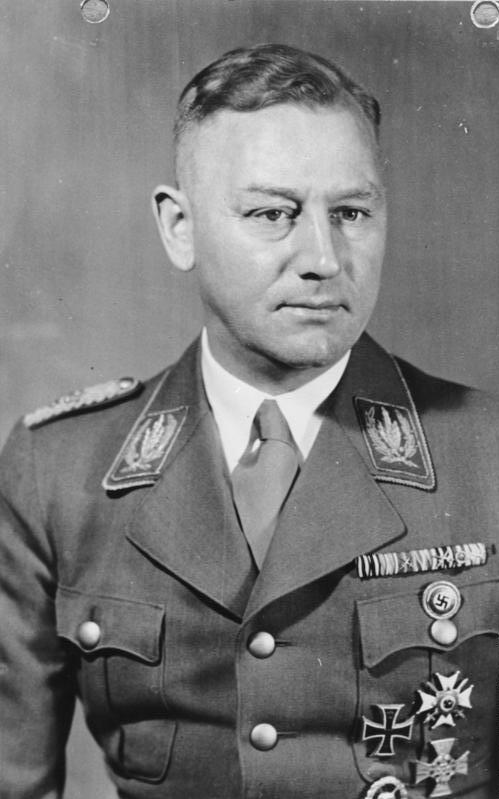
维克托·卢策

维克托·卢策（德語：Viktor Lutze；1890年12月28日—1943年5月2日）是一位纳粹党以及冲锋队官员，他在冲锋队中接替恩斯特·罗姆，出任新一任幕僚长，也曾是以為纳粹党全國領導级官员。维克托·卢策最終因车祸身亡，1943年5月7日，希特勒下令在德国总理府为其举行盛大的国葬